# کارل هوهمان
کارل هوهمان (به آلمانی: Karl Hohmann) بازیکن فوتبال و مهاجم اهل آلمان است که از سال ۱۹۳۰ میلادی عضو تیم ملی فوتبال آلمان بوده‌است. وی در ۲۶ بازی ملی حضور داشته است و آخرین بازی ملی خود را در سال ۱۹۳۷ میلادی انجام داد. کارل هوهمان در بازی‌های ملی‌اش ۲۰ گل به ثمر رساند.